# Right of Way (film)
Right of Way is een televisiefilm uit 1983 onder regie van George Schaefer. De film is gebaseerd op een toneelstuk van Richard Lees. Bette Davis en James Stewart werden allebei genomineerd bij de CableACE Awards voor hun vertolkingen.
De film gaat over een oude koppel die een gezamenlijke zelfmoord beginnen te plannen wanneer ze erachter komen dat Mini een permanente ziekte heeft. Wanneer hun familie hierachter komt, proberen ze er alles aan te doen hen hier ervoor te behoeden.

## Rolverdeling
| Acteur            | Personage   |
| ----------------- | ----------- |
| Bette Davis       | Mini Dwyer  |
| James Stewart     | Teddy Dwyer |
| Melinda Dillon    | Ruda Dwyer  |
| Priscilla Morrill | Mrs. Finter |